# Vaila
Vaila est une île des Shetland.